# 遺伝政治学
遺伝政治学（いでんせいじがく、英: Genopolitics）とは、政治的行動や態度の遺伝的基盤を研究する分野である。
行動遺伝学、心理学、政治学を組み合わせたものであり、新興分野である神経政治学（政治的態度や行動の神経基盤を研究する分野）や政治生理学（政治的態度や行動の生物物理学的相関を研究する分野）と密接に関係している。

## 解説
2008年、The Chronicle of Higher Educationは、学者たちが遺伝政治学を独立した研究分野として認識し、関与することが増えていることを報じた。また、ニューヨーク・タイムズ・マガジンは同年の「第8回年間アイデア」に遺伝政治学を取り上げた。
この用語は元々ジェームズ・ファウラーによって造られたものである。
遺伝政治学の批判者は、それが「根本的に誤った試みである」と主張し、遺伝学、神経科学、進化生物学の分野での証拠と矛盾していると指摘している。

## 政治的態度に関する双生児研究
心理学者や行動遺伝学者は1980年代に、社会的態度の変異を研究するために双生児研究を用い始めた。そして、これらの研究は、遺伝子と環境の両方が役割を果たしていることを示唆した。特に、ニック・マーティンと彼の同僚たちは、1986年に米国科学アカデミー紀要に社会的態度の双生児研究を発表し、影響力のある論文となった。
しかし、この初期の研究は、政治的傾向が遺伝的に決まるかどうかを具体的に分析していなかった。また、政治学者たちは、社会的態度の遺伝性についてほとんど知らないままであった。2005年までである。その年、アメリカン・ポリティカル・サイエンス・レビューは、マーティンの社会的態度調査の双子に対する政治的な質問の再分析を発表した。その結果、自由主義と保守主義のイデオロギーは遺伝的に決まるということが示された。この論文は、批判者、著者、そして彼らの擁護者の間で大きな議論を巻き起こした。

## 政治行動に関する双生児研究
初期の双生児研究は、特定の政治的アイデアの支持に向かう傾向は遺伝的に決まることを示唆したが、政治的行動（投票や活動のパターン）やそれに対する傾向についてはほとんど言及していなかった。2008年にアメリカン・ポリティカル・サイエンス・レビューに発表された論文は、公開されている有権者登録記録とロサンゼルスの双子登録簿を照合し、全米青年健康長期追跡調査（Add Health）で自己報告された投票率を分析し、他の形態の政治参加を研究した。いずれの場合も、遺伝子と環境の両方が政治的行動の変異に大きく寄与していた。
しかし、他の研究では、どの政党においても「所属する」という決断と、その所属感の強さは、遺伝子によって大きく影響されることが示された。

## 遺伝子関連研究

### 候補遺伝子
学者たちは最近、政治的行動や態度と関連する可能性のある特定の遺伝子に注目し始めた。政治的表現型と特定の遺伝子との関連を初めて示した研究では、投票行動とモノアミン酸化酵素A（MAO-A）との直接的な関連性、および宗教活動に頻繁に参加していた人々の間での投票行動とセロトニン輸送体（5HTT）遺伝子との遺伝子・環境相互作用が確立された。他の研究では、投票行動とドーパミン受容体（DRD2）遺伝子との関連性が、その遺伝子と政党に所属する傾向との有意な関連性によって媒介されることが見出された。最近の研究では、友人関係とドーパミン受容体（DRD4）遺伝子との相互作用が、政治的イデオロギーと関連していることが示されている。このような研究は予備的なものであり、再現性を確認する必要があるが、神経伝達物質の機能が政治的行動に重要な影響を与えていることを示唆している。
遺伝政治学における候補遺伝子アプローチは、2012年にアメリカン・ポリティカル・サイエンス・レビューに発表された論文で大きな批判を受けた。この論文では、上記の研究で特定された候補遺伝子の多くは、無数の特性や行動と関連していることが指摘された。これらの遺伝子が多くの結果に関連していることは、ある遺伝子とある特定の結果との関連性を示す証拠の重要性を弱めてしまう。

### 連鎖解析
より一般的なアプローチとして、研究者たちはゲノムワイド連鎖解析を用いて、自由主義-保守主義尺度で評価された政治的態度と関連する染色体領域を同定した。彼らの解析はいくつかの有意な連鎖ピークを特定し、関連する染色体領域は、政治的態度の形成にNMDAやグルタミン酸関連受容体が関与している可能性を示唆した。しかし、この役割は推測的なものであり、連鎖解析では個々の遺伝子の効果を同定することはできない。

### その他の説明
遺伝子マーカーと政治的行動との関連性は、両者の間に因果関係があることを予測するとしばしば仮定される。学者たちは、この仮定された因果関係に対して懐疑的であることにはあまり動機がない。しかし、政治との遺伝的関係を純粋に相関的なものにしてしまうような交絡因子が存在する可能性がある。例えば、歴史的に二大政党であったアイルランドの政党についての研究では、そうでなければ説明できないような区別に遺伝的基盤があるといういくつかの証拠が示されているが、それは社会化によっても、そしてより容易に説明できる。